# Peter Böhm (Politiker, 1958)
Peter Böhm (* 21. März 1958 in Grüningen, Kreis Sondershausen) ist ein ehemaliger deutscher Politiker (SED). Als Abgeordneter der FDJ gehörte er von 1981 bis 1986 (8. Wahlperiode) der Volkskammer der DDR an.
Böhm, der aus einer Arbeiterfamilie stammt, machte von 1974 bis 1976 eine Lehre als Maschinenbauer und war anschließend in diesem Beruf im Schwermaschinenbau-Kombinat „Ernst Thälmann“ in Magdeburg tätig.
1971 trat Peter Böhm der FDJ und 1979 der SED bei. Von 1981 bis 1986 war er Mitglied der Volkskammer und ihres Ausschusses für Haushalt und Finanzen.